# Championnat de Grèce de football 2002-2003
Navigation
Saison précédente Saison suivante
La saison 2002-2003 du Championnat de Grèce de football était la 55e édition de la première division grecque.
Lors de cette saison, l'Olympiakos, tenant depuis 6 ans, a tenté de conserver son titre de champion de Grèce face aux quinze meilleurs clubs grecs lors d'une série de matchs se déroulant sur toute l'année. Les seize clubs participants au championnat ont été confrontés à deux reprises aux quinze autres. 
L'Olympiakos termine en tête pour la 7e saison consécutive et remporte le championnat de Grèce pour la 32e fois de son histoire. La fin de saison a été passionnante, puisque le titre s'est joué à la différence de buts particulière entre l'Olympiakos et le Panathinaikos. Grâce à une victoire lors de l'avant-dernière journée 3-0 sur le Panathinaikos, le club du Pirée "efface" sa défaite 3-2 concédée à l'aller et assure son sacre en allant battre l'AO Xanthi 5-1 pour le dernier match de la saison. Le 3e, l'AEK Athènes ne termine qu'à 2 points des deux premiers.
Enfin, le club d'Ioannina, le PAS Giannina, termine la saison avec le total de ... -65 points. En effet, à la suite de nombreuses dettes envers plusieurs clubs (la somme totale avoisine les 900 000€), le club commence la saison avec une pénalité de 12 points. La décision est annulée à la suite d'un appel du club mais en avril 2003, la sanction est finalement alourdie puisque le club est sanctionné de 3 points par match de championnat disputé soit 90 points de pénalité. Ayant obtenu 25 points sur le terrain (6 victoires et 7 nuls), ils finissent donc avec un total de -65 points.

## Qualifications en Coupe d'Europe
À l'issue de la saison, le club champion se qualifie pour la Ligue des champions 2003-2004 tout comme le vice-champion, alors que le 3e est qualifié pour le tour préliminaire. Le vainqueur de la Coupe de Grèce est désormais qualifié pour la Coupe UEFA 2003-2004, tout comme les clubs classés 4e et 5e à l'issue de la saison (Si le vainqueur de la Coupe finit à l'une de ces places, c'est le club classé 6e qui se qualifie pour cette compétition). Cette saison, deux clubs se qualifient pour la Coupe Intertoto 2003.

## Les 16 clubs participants
| Club                | Classement 2001-2002 | Stade                          | Capacité | Ville         |
| ------------------- | -------------------- | ------------------------------ | -------- | ------------- |
| AEK Athènes         | 2                    | Stade Olympique                | 71 030   | Athènes       |
| Akratitos Liosion   | 11                   | Stade Yannis Pathiakakis       | 5 000    | Áno Liósia    |
| AO Aigáleo          | 10                   | Stade Stavros Mavrothalassitis | 12 000   | Aigáleo       |
| Aris Salonique      | 9                    | Stade Harilaou                 | 18 308   | Salonique     |
| PAS Giannina        | Beta Ethniki         | Stade Zosimades                | 7 500    | Ioannina      |
| Ionikos Le Pirée    | 12                   | Stade Dimotico-Neapoli         | 6 300    | Le Pirée      |
| Iraklis Salonique   | 6                    | Stade Kaftantzoglio            | 28 000   | Thessalonique |
| GS Kallithea        | Beta Ethniki         | Stade Gregoris Lambrakis       | 4 250    | Kallithéa     |
| OFI Crete           | 8                    | Stade Pankritio                | 26 240   | Heraklion     |
| Olympiakos Le Pirée | 1                    | Stade Karaiskaki               | 33 334   | Le Pirée      |
| Panachaiki          | 13                   | Stade Pampeloponnisiako        | 23 588   | Patras        |
| Panathinaikos       | 3                    | Stade Olympique                | 71 030   | Athènes       |
| Panionios           | 7                    | Stade Nea Smyrnis              | 11 700   | Athènes       |
| PAOK Salonique      | 4                    | Stade de Toúmba                | 28 701   | Thessalonique |
| AO Proodeftiki      | Beta Ethniki         | Stade Nikaias                  | 4 361    | Korydallos    |
| AO Xanthi           | 5                    | Stade de Xanthi                | 7 422    | Xanthi        |

## Compétition

### Classement
Le barème de points servant à établir le classement se décompose ainsi :
- Victoire : 3 points
- Match nul : 1 point
- Défaite, forfait ou abandon du match : 0 point

| Rang | Équipe               | Pts | J  | G  | N  | P  | Bp | Bc | Diff |
| ---- | -------------------- | --- | -- | -- | -- | -- | -- | -- | ---- |
| 1    | Olympiakos (T)       | 70  | 30 | 21 | 7  | 2  | 75 | 21 | +54  |
| 2    | Panathinaïkos        | 70  | 30 | 22 | 4  | 4  | 50 | 19 | +31  |
| 3    | AEK Athènes          | 68  | 30 | 21 | 5  | 4  | 74 | 29 | +45  |
| 4    | PAOK Salonique (C)   | 53  | 30 | 16 | 5  | 9  | 59 | 38 | +21  |
| 5    | Panionios            | 53  | 30 | 15 | 8  | 7  | 35 | 25 | +10  |
| 6    | Aris Salonique       | 51  | 30 | 15 | 6  | 9  | 37 | 34 | +3   |
| 7    | Iraklis Salonique    | 49  | 30 | 15 | 4  | 11 | 44 | 37 | +7   |
| 8    | OFI Crète            | 44  | 30 | 12 | 8  | 10 | 39 | 34 | +5   |
| 9    | AO Xanthi            | 35  | 30 | 8  | 11 | 11 | 31 | 33 | -2   |
| 10   | AO Aigáleo           | 31  | 30 | 7  | 10 | 13 | 28 | 44 | -16  |
| 11   | AO Proodeftiki (P)   | 30  | 30 | 7  | 9  | 14 | 25 | 38 | -13  |
| 12   | Akratitos Liosion    | 26  | 30 | 7  | 5  | 18 | 33 | 62 | -29  |
| 13   | GS Kallithea (P)     | 26  | 30 | 6  | 8  | 16 | 29 | 46 | -17  |
| 14   | Ionikos Le Pirée     | 24  | 30 | 5  | 9  | 16 | 22 | 42 | -20  |
| 15   | Panachaiki           | 9   | 30 | 1  | 6  | 23 | 11 | 71 | -60  |
| 16   | PAS Giannina (P) -90 | -65 | 30 | 6  | 7  | 17 | 25 | 44 | -19  |

| Légende : Qualifications et relégations | Légende : Qualifications et relégations                                                                        |
| --------------------------------------- | --- |
|                                         | Ligue des champions 2003-2004 (phase de groupes)                                                               |
|                                         | Ligue des champions 2003-2004 (3e tour préliminaire)                                                           |
|                                         | Coupe UEFA 2003-2004                                                                                           |
|                                         | Coupe Intertoto 2003                                                                                           |
|                                         | Playoffs pour la Beta Ethniki                                                                                  |
|                                         | Relégué en Beta Ethniki                                                                                        |
|                                         | (T) : Tenant du titre 2001-2002 (C) : Vainqueurs de la Coupe de Grèce de football (P) : Promus de Beta Ethniki |

- PAS Giannina a reçu une pénalité de 90 points pour dettes impayées (cf chapitre de présentation de la saison)

#### Barrage pour la relégation
Le 14e du classement d'Alpha Ethniki rencontre le 3e de Beta Ethniki pour déterminer le club qui va participer à la prochaine saison de première division. C'est donc Ionikos Le Pirée qui rencontre l'Apollon Kalamarias, pensionnaire de Beta Ethniki, sur un match, disputé à Volos. Ionikos s'impose et conserve sa place parmi l'élite.
| 1er juin 2003 | Ionikos Le Pirée   | 2 - 1 | Apollon Kalamarias (D2) | Stade national de Volos, Volos |  |
|               | Rodrigues 47e, 78e |       | Hartwig 77e             |                                |  |

### Matchs
| Résultats (▼dom., ►ext.)                                   | AEK | Aig | Akr | Ari | Gia | Irk | Ion | Kal | Oly | OFI | Pao | Pnc | Pnn | PAO | Pro | Xan |
| AEK Athènes                                                |     | 3-2 | 6-2 | 4-0 | 3-1 | 6-1 | 3-0 | 1-0 | 1-1 | 3-1 | 1-0 | 6-0 | 4-2 | 3-4 | 4-1 | 3-2 |
| AO Aigáleo                                                 | 1-1 |     | 3-1 | 3-0 | 2-1 | 0-2 | 0-0 | 0-0 | 0-2 | 0-4 | 0-0 | 4-0 | 0-0 | 2-3 | 1-0 | 0-0 |
| Akratitos Liosion                                          | 3-2 | 0-1 |     | 0-2 | 3-0 | 0-2 | 1-0 | 3-3 | 2-5 | 1-1 | 1-3 | 3-0 | 0-3 | 1-3 | 2-1 | 1-0 |
| Aris Salonique                                             | 1-1 | 2-1 | 4-1 |     | 2-0 | 2-1 | 2-0 | 1-1 | 0-0 | 1-1 | 1-3 | 1-1 | 1-0 | 2-0 | 2-1 | 1-1 |
| PAS Giannina                                               | 0-2 | 1-1 | 1-0 | 0-1 |     | 0-0 | 2-3 | 1-0 | 0-3 | 0-0 | 0-0 | 3-0 | 1-2 | 3-2 | 2-1 | 1-1 |
| Iraklis Salonique                                          | 0-2 | 2-1 | 1-0 | 4-0 | 3-0 |     | 3-2 | 2-1 | 2-2 | 3-0 | 0-3 | 1-1 | 3-1 | 1-1 | 1-0 | 2-0 |
| Ionikos Le Pirée                                           | 0-3 | 0-0 | 1-1 | 0-1 | 2-0 | 2-4 |     | 1-1 | 0-2 | 1-1 | 0-1 | 3-0 | 1-2 | 4-0 | 0-1 | 0-0 |
| GS Kallithea                                               | 1-3 | 2-1 | 0-2 | 0-2 | 2-2 | 1-0 | 0-1 |     | 1-4 | 2-0 | 1-3 | 3-1 | 1-1 | 1-2 | 1-1 | 0-1 |
| Olympiakos                                                 | 1-2 | 4-0 | 4-0 | 1-0 | 2-1 | 2-1 | 6-0 | 1-0 |     | 1-0 | 3-0 | 7-0 | 3-0 | 4-3 | 0-0 | 1-1 |
| OFI Crete                                                  | 1-0 | 2-2 | 2-1 | 1-2 | 1-0 | 3-1 | 2-1 | 2-1 | 0-1 |     | 0-2 | 3-0 | 1-1 | 2-3 | 2-0 | 2-0 |
| Panathinaikos                                              | 2-1 | 3-0 | 3-1 | 3-2 | 1-0 | 2-0 | 1-0 | 1-0 | 3-2 | 5-1 |     | 2-0 | 1-0 | 1-0 | 0-1 | 1-0 |
| Panachaiki                                                 | 0-2 | 0-2 | 2-0 | 0-1 | 0-2 | 0-2 | 0-0 | 1-2 | 1-4 | 0-2 | 0-3 |     | 0-2 | 2-2 | 1-1 | 0-2 |
| Panionios                                                  | 1-1 | 1-0 | 1-1 | 1-0 | 2-0 | 3-1 | 2-0 | 2-0 | 0-0 | 0-0 | 0-0 | 2-0 |     | 2-0 | 2-0 | 0-3 |
| PAOK Salonique                                             | 0-1 | 4-0 | 1-1 | 2-0 | 1-0 | 0-1 | 3-0 | 2-3 | 1-1 | 2-0 | 4-1 | 4-0 | 3-0 |     | 4-1 | 1-0 |
| AO Proodeftiki                                             | 1-1 | 1-1 | 5-1 | 3-1 | 1-0 | 1-0 | 0-0 | 1-1 | 1-3 | 0-0 | 0-2 | 1-0 | 0-1 | 0-3 |     | 1-1 |
| AO Xanthi                                                  | 0-1 | 5-0 | 1-2 | 0-2 | 3-3 | 1-0 | 0-0 | 3-0 | 1-5 | 1-4 | 0-0 | 1-1 | 0-1 | 1-1 | 1-0 |     |
| - Victoire à domicile - Match nul - Victoire à l'extérieur |     |     |     |     |     |     |     |     |     |     |     |     |     |     |     |     |

## Bilan de la saison
| Tableau d'Honneur                |                |
| Compétition                      | Vainqueur      |
| Championnat de Grèce de football | Olympiakos     |
| Coupe de Grèce de football       | PAOK Salonique |
| Supercoupe de Grèce de football  | non disputée   |

| Qualifications européennes 2003-2004  |                                         |
| Ligue des champions 2003-2004         | Qualifiés                               |
| Phase de groupes 3e tour préliminaire | Olympiakos Panathinaikos AEK Athènes    |
| Coupe UEFA 2003-2004                  | Qualifiés                               |
| 1er tour                              | PAOK Salonique Panionios Aris Salonique |
| Coupe Intertoto 2003                  | Qualifiés                               |
| 3e tour 2e tour                       | AO Aigáleo Akratitos Liosion            |

| Promotions et relégations |                            |
| Relégués en Beta Ethniki  | PAS Giannina Panachaiki    |
| Promus de Beta Ethniki    | Paniliakos FC Atromitos FC |

## Statistiques

### Meilleurs buteurs
| # | Buteurs                | Clubs          | Nb de Buts |
| - | ---------------------- | -------------- | ---------- |
| 1 | Nikos Liberopoulos     | Panathinaikos  | 16         |
| 2 | Stelios Giannakopoulos | Olympiakos     | 15         |
| 3 | Giorgios Georgiadis    | PAOK Salonique | 14         |
| 3 | Predrag Đorđević       | Olympiakos     | 14         |
| 5 | Demis Nikolaidis       | AEK Athènes    | 12         |
| 5 | Njogu Demba-Nyren      | Aris Salonique | 12         |